# Anders Wiklöf
Erik Anders Wiklöf, född 25 juli 1946 i Mariehamn på Åland, är en åländsk affärsman.

## Bakgrund och familj
Wiklöf har rötter i Lepplax i Pedersöre i Österbotten.
Hans far, Åke Wiklöf, flyttade från Österbotten till Åland och arbetade som murare.
Hans mor arbetade som massör.
Anders Wiklöf är gift med Rita Wiklöf.

## Affärsverksamhet
Wiklöf har byggt upp en koncern med ett tjugotal företag. Verksamheten omfattar turism, livsmedel, logistik och fastigheter. Genom Wiklöf Holding är han aktiv inom detalj- och partihandel i Östersjöområdet. Han har också intressen i Skärgårdshavets Helikoptertjänst, hotellverksamhet och byggprojekt. Wiklöf är största ägare i Ålandsbanken och har varit styrelseledamot sedan 2006.

## Övrigt engagemang
År 1989 grundade Wiklöf Östersjöfonden, med det fullständiga namnet Stiftelsen Ålandsfonden för Östersjöns framtid.
Han donerade tre miljoner mark till fonden och uttryckte vikten av samlade insatser för Östersjöns framtid.
Han har även utsetts till kommerseråd.

## Konstsamling och Andersudde
Wiklöf har en av Nordens största privata konstsamlingar på sitt sommarställe Andersudde på Järsö i Lemland. Samlingen innehåller verk av bland andra Victor Westerholm, Akseli Gallen-Kallela, Carl Larsson och Peter Dahl. På Andersudde finns även en tennisarena med 1 600 sittplatser. År 2019 uppmärksammades platsen när USA:s tidigare president Bill Clinton deltog i Wiklöfs 73-årsfirande.

## Utmärkelser
- 2008 – Hedersdoktor i ekonomi vid Åbo Akademi.[11]